# Preslavska književna škola
Preslavska književna škola (bugarski: Преславска книжовна школа) bila je najstarija obrazovna institucija na području Bugarske.
Utemeljio ju je Boris I. 885 ili 886. godine u tadašnjem glavnom gradu Bugarske Plisku. Godine 893. bugarski knez i car Simeon preselio je školu iz Pliska u novu prijestolnicu Preslav.
Preslavska književna škola je bila najvažniji književni i kulturni centar Bugarske i svih Slavena sve do njegovog uništenja 972. godine od strane bizantskog cara Ivan I. Cimiskog. U njemu su djelovali istaknuti bugarski pisci i znanstvenici uključujući Svetog Nauma, Konstantina Preslavskog, Joana Egzarha, Crnorisca Hrabra i dr. Škola je također bila središte prijevoda, uglavnom bizantskih autora, poezije, slikarstva i oslikane keramike. U školi se pisalo ćirilicom, a najraniji ćirilični natpisi su pronađeni na području Preslava u srednjovjekovnom gradu i okolnim naseljima.